# Promise
"Promise" är en låt av den amerikanska sångerskan Ciara. Låten skrevs av Ciara, Jasper Cameron, Polow da Don och Elvis Williams och släpptes som den andra singeln från Ciaras andra studioalbum, Ciara: The Evolution. R. Kelly är med i den officiella remixen av låten.

## Topplistor
| Topplista (2006/2007)                 | Högsta position |
| ------------------------------------- | --------------- |
| USA Billboard Hot 100                 | 11              |
| USA Hot R&B/Hip-Hop Songs (Billboard) | 1               |
| USA Pop 100 (Billboard)               | 40              |